# Lijst van burgemeesters van Oss
Dit is een lijst van burgemeesters van de Nederlandse gemeente Oss in de provincie Noord-Brabant.
| Ambtsperiode             | Naam burgemeester                                      | Partij of stroming | Bijzonderheden                   |
| ------------------------ | ------------------------------------------------------ | ------------------ | -------------------------------- |
| 1812 - 1815              | L.A.G. Aarts                                           |                    |                                  |
| 1815 - 1820              | J. van Ghert                                           |                    |                                  |
| 1821 - 1843              | Gysbertus Hermanus de Knokken van der Meulen           |                    |                                  |
| 1844 - 1851              | A. van der Steen                                       |                    |                                  |
| 1851 - 1865              | Henri van den Heuvel                                   |                    |                                  |
| 1865 - 1871              | A. van der Steen                                       |                    |                                  |
| 1871 - 1879              | Rudolph Franciscus Maria Antonius de Roy van Zuidewijn |                    |                                  |
| 1879 - 1904              | H.J. Fenseling                                         |                    |                                  |
| 1904 - 1910              | F.F.M.R. Barge                                         |                    |                                  |
| 1910 - 1932              | H.F. van den Elzen                                     |                    |                                  |
| 1932 - 1941              | Joannes Franciscus Ploegmakers                         |                    |                                  |
| 1941 - 1943, 1944 - 1946 | Louis de Bourbon                                       |                    |                                  |
| 1943- 1944               | J.P. Pulles                                            | NSB                |                                  |
| 1944                     | H. Apeldoorn                                           | NSB                | op 10 augustus 1944 geliquideerd |
| 1944                     | J.P. Pulles                                            | NSB                |                                  |
| 1946 - 1963              | Godefridus Joseph Delen                                |                    |                                  |
| 1963 - 1980              | Louis Jansen                                           | KVP                |                                  |
| 1980 - 1996              | Eppo van Veldhuizen                                    | PvdA               |                                  |
| 1996 - 2001              | Wim Dijkstra                                           | PvdA               |                                  |
| 2001                     | Ger Mik                                                | PvdA               | waarnemend                       |
| 2001 - 2011              | Herman Klitsie                                         | PvdA               | vanaf 1 jan. 2011 waarnemend     |
| 2011 - 2025              | Wobine Buijs-Glaudemans                                | VVD                |                                  |
| 2025 - heden             | Froukje de Jonge                                       | CDA                |                                  |